# Lipica (Škofja Loka, Slovenija)
Lipica je naselje u slovenskoj Općini Škofji Loki. Lipica se nalazi u pokrajini Gorenjskoj i statističkoj regiji Gorenjskoj. 

## Stanovništvo
Prema popisu stanovništva iz 2002. godine naselje je imalo 37 stanovnika.